# Timecop
Timecop es una película estadounidense de acción y ciencia ficción de 1994 dirigida por Peter Hyams y coescrito por Mike Richardson y Mark Verheiden. Richardson también se desempeñó como productor ejecutivo. La película está basada en Timecop, una historia creada por Richardson, escrita por Verheiden y dibujada por Ron Randall, que apareció en el cómic de antología Dark Horse Comics, publicado por Dark Horse Comics.
Con el paso de los años Timecop ha mantenido un gran seguimiento entre los aficionados del género de la ciencia ficción, y se ha convertido en una película de culto.
La cinta está protagonizada por Jean-Claude Van Damme como Max Walker, un agente de la ley en un mundo donde es posible viajar por el tiempo. Es coprotagonizada por Ron Silver como el político corrupto Aaron McComb, Bruce McGill como el director de la Comisión de Control del Tiempo (TEC) y amigo de Walker, y Mia Sara como la esposa de Walker. La historia sigue la vida de Walker mientras lucha contra el crimen del viaje en el tiempo e investiga los planes del político.
Timecop sigue siendo la película más taquillera de Van Damme (rompiendo la barrera de USD 100 millones dólares en taquilla en todo el mundo). También se considera por la crítica como una de las mejores películas de Van Damme, debido a su actuación (considerada hasta ese entonces, como la más auténtica en su carrera) y el alto presupuesto con el que contó la producción.

## Argumento
En 1994, los viajes en el tiempo se han desarrollado y se utilizan con fines ilícitos. La Comisión de Control del Tiempo (TEC) se establece para vigilar el uso de los viajes en el tiempo, con el senador Aaron McComb supervisando las operaciones y el financiamiento. Al oficial de policía Max Walker se le ofrece un puesto en el TEC, pero se debate si aceptarlo o no. Al salir de casa una noche para trabajar hasta tarde, él y su esposa Melissa son atacados por unos asaltantes desconocidos. Max presencia la explosión de su casa, matando a Melissa en el interior.
Diez años después, Walker es un veterano del TEC que trabaja bajo el mando del comisionado Eugene Matuzak, quien lo envía de regreso a octubre de 1929 para evitar que su ex socio, Lyle Atwood, use el conocimiento del futuro para beneficiarse económicamente del Crack de la Bolsa de Nueva York. Cuando se le confronta, Atwood admite que trabaja para el senador McComb, quien necesita fondos para su próxima campaña presidencial. Temiendo que McComb lo borre de la historia, Atwood salta hacia su muerte, pero Walker lo atrapa en medio del salto y los devuelve a 2004. Negándose a testificar, Atwood es sentenciado a ejecución y regresa a 1929 donde completa su caída fatal.
Bajo la investigación de Asuntos Internos, a Walker se le asigna una nueva compañera, la novata de TEC Sarah Fielding, y juntos son enviados de regreso a 1994 para investigar a McComb. Son testigos de una reunión entre el McComb de 1994 y su socio comercial Jack Parker, donde McComb desea retirarse por un desacuerdo sobre un nuevo chip de computadora. Son interrumpidos por el McComb de 2004, quien le advierte a su yo más joven que el chip será muy rentable. El McComb del 2004 advierte específicamente a su yo más joven que no se deben tocar porque la misma materia no puede ocupar el mismo espacio, luego mata a Parker. Fielding se vuelve hacia Walker, revelando que trabaja para McComb. Después de un tiroteo con los secuaces de McComb, Fielding resulta herido y Walker escapa hacia 2004.
Walker descubre que el futuro ha sido alterado. McComb es ahora el único propietario de la compañía de computadoras y es el candidato presidencial mientras el TEC se cierra debido a recortes presupuestarios. Walker apela a Matuzak, que no tiene conocimiento de los cambios en la historia. Curiosos de cómo McComb es capaz de viajar en el tiempo, se dan cuenta de que el prototipo de máquina original nunca fue desmantelado. Al darse cuenta de que Walker puede tener razón, Matuzak lo envía de regreso al pasado para restaurar la historia, sacrificándose en el proceso mientras recibe un disparo de la seguridad del TEC que trabaja para McComb.
En 1994, Walker encuentra a Fielding en el hospital. Ella acepta testificar contra McComb, pero es asesinada en su habitación poco después. Mientras está en el hospital, Walker encuentra un registro de una visita reciente de su esposa Melissa, descubriendo que estaba embarazada. Al darse cuenta de que la matarán más tarde esa noche, la encuentra y revela que él es del futuro. Ella acepta asegurarse de que el Walker de 1994 se quede en casa esa noche.
Esa noche, el Walker de 1994 es atacado como antes, los asaltantes están al servicio de McComb, pero sin saberlo es ayudado por su yo mayor que ha estado al acecho. Con los asaltantes derrotados, el McComb de 2004 interviene y toma a Melissa como rehén, enfrentando al Walker de 2004 con una bomba que volará la casa. McComb sabe que ahora también morirá en la explosión subsiguiente, pero está satisfecho de que su yo más joven sobrevivirá y se convertirá en presidente sin Walker. Sin embargo, Walker revela que atrajo al McComb de 1994 a la casa, quien entra en la habitación. Walker empuja a los dos McCombs juntos y se fusionan en una masa que se retuerce y grita antes de desaparecer de la existencia para siempre. El Walker de 2004 escapa con Melissa antes de que explote la bomba y la deja junto a su yo más joven inconsciente antes de regresar al futuro.
En 2004, la línea de tiempo ha cambiado para mejor. McComb desapareció misteriosamente en 1994, lo que permitió que el TEC permaneciera activo sin su interferencia. Matuzak y Fielding están vivos, aunque Fielding no reconoce a Walker ahora. Walker regresa a casa para encontrar a Melissa viva y esperándolo con su hijo pequeño.

## Reparto
| Actor                 | Personaje                 |
| --------------------- | ------------------------- |
| Jean Claude Van Damme | Agente Max Walker/Timecop |
| Mia Sara              | Melissa Walker            |
| Ron Silver            | Senador Aaron McComb      |
| Bruce McGill          | Comandante Eugene Matuzak |
| Gloria Reuben         | Agente Sarah Fielding     |
| Scott Bellis          | Ricky                     |
| Jason Schombing       | Agente Lyle Atwood        |
| Scott Lawrence        | George Spota              |
| Kenneth Welsh         | Senador Utley             |
| Brad Loree            | Reyes                     |
| Kevin McNulty         | Jack Parker               |
| Gabrielle Rose        | Jueza Marshall            |
| Callum Keith Rennie   | Extraño                   |
| Steven Lambert        | Lansing                   |
| Richard Faraci        | Cole                      |
| Veena Sood            | Enfermera                 |
| Brent Woolsey         | Shotgun                   |

## Fondo
Mike Richardson escribió una historia de tres partes titulada "Time Cop: A Man Out of Time" que se incluyó en el lanzamiento de la serie de antología de Dark Horse Comics en 1992. Richardson desarrolló la historia, mientras que el cómic fue escrito por Mark Verheiden y dibujado por Ron Randall. El cómic contaba la historia de Max Walker, un agente de la Comisión de Aplicación del Tiempo cuya esposa se supone que está muerta (aunque se desconocen las circunstancias de esto). Max persigue a un viajero en el tiempo ilegal que roba una mina de diamantes en Sudáfrica en la década de 1930. Después de capturar al ladrón y regresar al presente, Walker se da cuenta de que la línea de tiempo ha sido dañada porque el guardaespaldas robótico del criminal permaneció en el pasado y todavía estaba activo. Walker regresa a la década de 1930 y derrota al robot con la ayuda de un local a quien recompensa con un diamante. Al regresar a casa, la línea de tiempo se restauró en gran medida, pero los lectores ven que el local se convirtió en un líder político que ayudó a terminar con el apartheid.
Richardson y Verheiden luego se unieron para escribir el guion de la adaptación cinematográfica.

## Producción
No estaba del todo planeado desde el principio que haría dos películas con Jean-Claude Van Damme seguidas. Me propusieron hacer "Timecop" y me encantaron los auspicios. (El Productor) Larry Gordon estuvo involucrado en esto; Moshe Diamant fue un gran productor; Sam Raimi estuvo involucrado... fue una historia realmente inteligente, y pensé que era una oportunidad para hacer la mejor película que Van Damme jamás haya hecho. Dije que sí y lo logramos, y estaba claro que iba a ser un éxito porque siempre se veía por las nubes. Sigue siendo su mayor éxito. Así que Universal y Moshe Diamant querían unirse a nosotros de nuevo lo antes posible, por lo que juntaron a Sudden Death. Nunca hubo ninguna duda de que simplemente haríamos Timecop 2. Nunca hubiera estado de acuerdo con eso. Lo último que quieres hacer es repetirte. Eso sería espantoso.
Peter Hyams, Empire Magazine

## Rodaje
El rodaje de la película se hizo entre el 12 de septiembre de 1993 y el 13 de diciembre de 1993. Se filmó para ello en Vancouver, Washington D. C., en Santa Ana y en Pittsburgh.

## Música
La partitura musical de "Timecop" fue compuesta por Mark Isham y dirigida por Ken Kugler.

### Banda sonora
Listado de pistas
1. "Time Cop" – 2:20
2. "Melissa" – 2:41
3. "Blow Up" – 2:12
4. "Lasers and Tasers" – 4:23
5. "Polaroid" – 6:10
6. "Rooftop" – 6:16
7. "Hambone" – 5:13
8. "C4" – 2:37
9. "Rescue and Return" – 3:22

## Lanzamiento

### Medios domésticos
"Timecop" se publicó por primera vez en LaserDisc el 28 de febrero de 1995, y luego fue lanzado en DVD en 1998. Los extras del DVD incluyen notas de producción, un avance teatral y notas sobre el elenco y el equipo.
En 2010, los derechos de la película habían vuelto al sucesor de Largo, InterMedia, y la distribución pasó a Warner Home Video. Se lanzó un Blu-ray de la película como una función doble tanto para esto como para  Bloodsport de Warner Home Video el 14 de septiembre de 2010, que tiene la versión completa sin cortes de 98 minutos en pantalla ancha 2.35: 1, pero sin funciones adicionales.

## Recepción

### Taquilla
Timecop fue estrenada el 16 de septiembre de 1994, posicionándose en el número uno con una recaudación de 12 millones de dólares en un aproximado de 2228 salas de cine, recaudando un promedio de 5 mil dólares por cine. En su segunda semana, siguió en el primer puesto, con un total de 8 millones de dólares. Terminó con USD 45 millones en el total de las ventas de entradas en Estados Unidos por lo que se consolidó como el primer gran éxito en taquilla para Van Damme, posicionándolo junto a Sylvester Stallone y Arnold Schwarzenegger como una de las grandes estrellas del cine de acción. En el resto del mundo, recaudó más aún, llegando a un total de 101 millones de dólares.

### Respuesta de la crítica
Las críticas de Timecop fueron mixtas, notándose en su trama ciertas inconsistencias. Roger Ebert la definió así: "Timecop es un Terminator de bajo presupuesto". Richard Harrington, del Washington Post dijo: "Por una vez, el acento de Van Damme es más fácil de entender que la trama". David Richards de The New York Times menospreció la actuación de Van Damme y sus películas anteriores, pero calificó a Timecop como "su esfuerzo más elegante hasta la fecha". Timecop tiene un 44% y una calificación promedio de 5.2/10 en Rotten Tomatoes, basada en 43 revisiones, con 19 revisiones recientes y 24 críticas. El consenso del sitio es: "No es Terminator, pero para aquellos que estén dispuestos a suspender la incredulidad y el pensamiento racional, Timecop ofrece recompensas limitadas de acción de ciencia ficción". Las audiencias encuestadas por CinemaScore le dieron a la película una calificación promedio de "B +" en una escala de A + a F.
La película apareció en la lista de "Películas subestimadas" de Entertainment Weekly en noviembre de 2010, principalmente por la actuación de Van Damme.

## Franquicia
La película fue seguida por la serie de televisión del mismo nombre, que se emitió durante nueve episodios en 1997 en ABC. Fue protagonizada por T.W. King como Jack Logan y Cristi Conaway como Claire Hemmings.
Una secuela directa a DVD, Timecop 2: The Berlin Decision, fue lanzada en 2003, protagonizada por Jason Scott Lee y Thomas Ian Griffith, y dirigida por Steve Boyum. En 2010, Universal Pictures anunció una nueva versión de la película, que sería escrita por Mark y Brian Gunn.
La película, que se basó originalmente en un cómic, se adaptó a una serie de cómics de dos números del mismo nombre. Un juego basado en la película fue desarrollado por Cryo Interactive y lanzado en SNES en 1995 . Además, una serie de novelas del autor Dan Parkinson publicadas en 1997-1999 presentaban al personaje de Jack Logan de la serie de televisión.[cita requerida]

## Otros datos
- Nick Hyams, hijo del director de la película Peter Hyams, hace una pequeña aparición por breves segundos, en el papel de un chico que vende periódicos cuando la cinta se ambienta en Wall Street, el 30 de octubre de 1929.

- En la segunda escena de la película, en una reunión de altos funcionarios del gobierno, acuerdan crear la máquina del tiempo, así como la comisión que la controlaría. Allí mismo, anuncian que ya alguien viajó al pasado por cuanto un grupo terrorista de Europa del Este cerró una negociación de venta de armas, mediante el pago de lingotes de oro de los Estados Confederados de América, de 1863, asegurando que databan de esa fecha porque fueron sometidos a la prueba del carbono-14.

- Mientras viajaba en el vehículo que lo transportaría hacia el pasado, Van Damme saca una barra de goma de mascar llamada "Black Black" ("Negro Negro"), una marca de goma de mascar japonesa. En 1994, Jean-Claude apareció en Japón en anuncios para la televisión de "Black Black", la misma goma de mascar.

- En las últimas escenas de la película, en las peleas se utilizó al doble de Jean-Claude Van Damme para crear la ilusión del joven Max Walker. Esto se hizo también para el personaje del senador McComb (Silver).

- Las escenas en las que Van Damme y Ron Silver conducen sus vehículos respectivos, se filmaron en pantalla azul, para añadir luego la Casa Blanca y el fondo de Washington D. C. digitalmente en la posproducción.

- El reloj de pulsera futurista de Max es un prototipo Casio modelo DW-400.

- Al entrar o salir del tiempo, el agente Walker siempre efectúa algún movimiento rápido (por ejemplo, caer). El senador McComb con sus secuaces, al hacer lo mismo, entra caminando.

## Premios
Ganadora del premio Premio Saturno en 1995, del "Festival de la Academia de Cine de Ciencia Ficción, Fantasía y Terror", en la categoría "Mejor Actriz" (Mia Sara).